# Erwin Broner
Erwin Broner, eigentlich Erwin Heilbronner, auch Erwin Joseph Broner (geb. 16. November 1898 in München; gest. 15. Oktober 1971 in Kreuth in Oberbayern), war ein deutsch-amerikanischer Architekt und Maler.

## Familie
Erwin Broner entstammte der in München ansässigen Familie Heilbronner. Diese betrieb dort um 1900 das Bankhaus A. M. & J. Heilbronner am Maximiliansplatz, dessen Mitinhaber sein Vater Hugo Heilbronner (1869–1929) war. Seine Mutter Sophie geborene Wimpfheimer stammte aus Ichenhausen. Erwin Broner wuchs mit zwei Brüdern in der Schwabinger Kaiserstraße auf.

## Leben und Wirken
Broner besuchte im Schuljahr 1908/09 das Maximiliansgymnasium, trat jedoch anschließend aus. Informationen über seine weitere Schulbildung liegen nicht vor. 1916 bis 1918 leistete er den Militärdienst ab. Er studierte Malerei bei „Hoffmann“ in München – möglicherweise Hans Hofmann – und um 1919/20 bei Christian Landenberger und Robert Poetzelberger an der Kunstakademie Stuttgart sowie Architektur bei Paul Schmitthenner an der Technischen Hochschule Stuttgart. Seit 1920 war er auch Schüler von Karl Albiker und Oskar Kokoschka in Dresden.
1920 heiratete er in Mannheim die Rechtsanwaltstochter Anna Wittner. Um 1928 begründete er eine kleine Künstlerkolonie auf einem von ihm erworbenen Anwesen in Hanweiler bei Winnenden. Nach der Machtübernahme durch die Nationalsozialisten galt Heilbronner als politisch unzuverlässig und stand unter Beobachtung. Noch 1933 setzte er sich mit seinem Stuttgarter Malerfreund Manfred Henninger in die Schweiz ab. 1934 gingen beide nach Barcelona und kurz darauf nach Ibiza.
Heilbronner emigrierte in die Vereinigten Staaten und ließ sich 1938 in Los Angeles nieder. Dort war er als Architekt und Kameramann beschäftigt. 1944 erwarb er die amerikanische Staatsbürgerschaft und änderte seinen Familiennamen in „Broner“.
Seit 1952 lebte er wieder auf Ibiza, beteiligte sich aber auch weiterhin an Film- und Architekturprojekten in den USA. 1959 ließ er sich endgültig in Ibiza nieder. Mit den deutschen Künstlern Erwin Bechtold, Hans Laabs, Katja Meirowsky, Egon Neubauer  und Heinz Trökes, dem Amerikaner Bob Munford (1925–1991), Antonio Ruiz und Bertil Sjöberg war er Mitbegründer der Künstlervereinigung Grupo Ibiza 59, die sich 1964 auflöste.
1960 bezog er auf Ibiza zusammen mit seiner aus São Paulo stammenden zweiten Ehefrau Gisela, geborene Karp (1912–2005) die von ihm entworfene Casa Broner im Stadtteil Sa Penya. Das in einer Symbiose einheimischer Bautradition mit Einflüssen der Bauhaus-Architektur erbaute Haus übergab Gisela Broner in Form einer Stiftung der Stadt Ibiza; es ist heute ein Ausstellungsgebäude.
Broner starb im Alter von 73 Jahren in Kreuth in Oberbayern.

## Werke

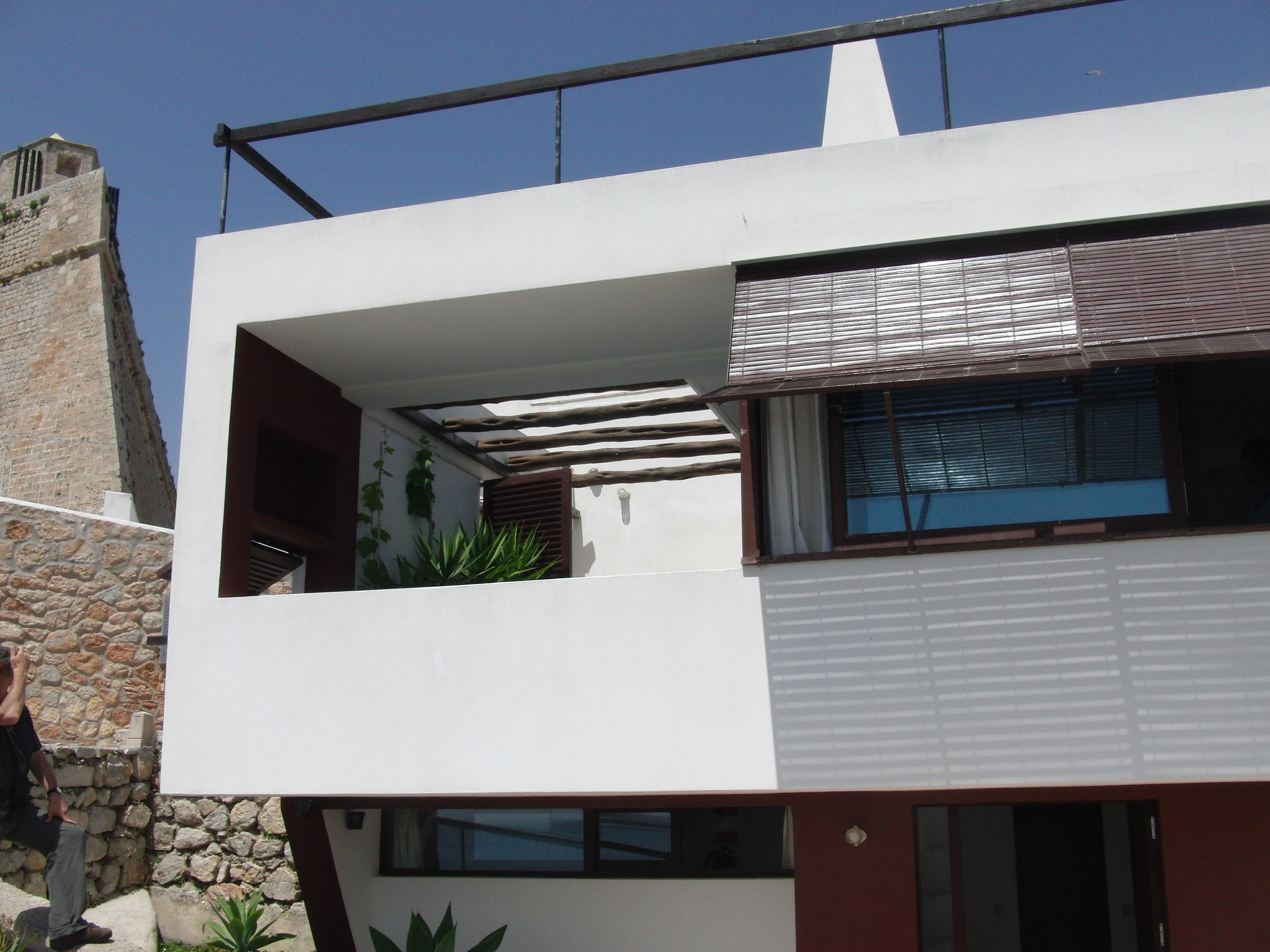
Casa Broner in der Stadt Ibiza

Als Maler blieb Broner zeitlebens vom abstrakten Expressionismus seines Lehrers Hofmann beeinflusst. Als Architekt orientierte er sich an den in den 1920er und 1930er Jahren am Bauhaus entwickelten Vorstellungen. Auf Ibiza und der Nachbarinsel Formentera entwarf er zahlreiche Häuser, darunter Establiment de Banys (Talamanca, 1934/35), Casa Strauss, Apartament Laabs, Casa Kaufmann, Casa van Praag (1961), Casa Schillinger und Cases Schillinger II, Casa Dvorkovitz (1962), Casa Bonga (1963), Casa La Falaise (1964; seither umgebaut), Casa Sinz (1964), Casa Couturier (1965), Casa Pániker (1966), Casa Louyet-Mazy (1966), Apartament Ruhnau, Finca Sinz, Casa Pooch (1968), Casa Vedova (1969), Apartamentos Sandic, Casa Schmela (1969), Casa Tur Costa (für seinen Künstlerkollegen Rafael Tur Costa, 1970), Casa Dodane (1970), Casa Weber und Casa Siguan (1970) sowie Casa de Vries (1963) und Casa Marcet (1968) auf Formentera.